# Привалов, Никифор Иванович
Привалов Никифор Иванович (26 марта 1900 — 1 января 1978) — политработник Красной армии, участник гражданской и Великой Отечественной войн, гвардии полковник (1942). Почётный гражданин хутора Рябовский Алексеевского района Волгоградской области.

## Биография
Родился на хуторе Рябовском Зотовской станицы Хопёрского округа области Войска Донского (ныне в Алексеевском районе, Волгоградская область, Россия) в казачьей семье. В 1909—1912 годах учился в Рябовском приходском училище.
В 1919 году добровольно ушёл в Красную Армию, служил в Ставропольской кавалерийской дивизии имени М. Ф. Блинова. В октябре 1920 года переведён в запасной полк Кавказского фронта, где прошёл курс командира.
В мае 1921 года — зачислен курсантом 10-х Новочеркасских командных кавалерийских курсов, по окончании, в январе 1923 года, возвращается в Блиновскую дивизию на Ставрополье. В октябре 1924 года ему присвоено первое командное звание — «краском» (красный командир). С августа 1924 по август 1925 года — слушатель Ленинградской школы физической подготовки. Затем вернулся в 29-й Камышинский кавалерийский полк (г. Новочеркасск). Проходил службу в Блиновской дивизии в Ставрополе и Новочеркасске. В августе 1927 года был зачислен слушателем в Киевское военно-политическое училище. После его окончания, в 1928 году, направлен в кавалерийские части в Среднюю Азию, принимал участие в боях с басмачами. С последней должности — комиссар отдельного топографического эскадрона — направляется на учёбу в Ленинградскую военно-политическую академию. После её окончания, в 1937 году, получил назначение в Забайкальский военный округ на должность комиссара 15-й Кубанской кавалерийской дивизии. В 1940 году присвоено звание бригадного комиссара.

## Великая Отечественная война
Весной 1941 года направлен замполитом в 57-ю танковую дивизию в Монголию, но через два месяца срочно отозван в Москву и направлен в Киевский военный округ, замполитом в 240-ю мотострелковую дивизию, которая обороняла Киев. В августе 1941 года был направлен в Новосибирск формировать 75-ю кавалерийскую дивизию, комиссаром дивизии. Принимал участие в боях за Москву. В декабре 1941 года под городом Плавск был ранен, но остался в строю. По воспоминаниям бывшего командующего 10-й армией Ф. И. Голикова, был ранен в результате налёта немецкой авиации на штаб 75-й кавалерийской дивизии, которая наступала в дневное время суток.
В марте-апреле 1942 года проходил лечение в госпитале. В конце апреля 1942 года назначен комиссаром [1-го отдельного стрелкового корпуса, оборонявшего Северный Кавказ. Через несколько месяцев был назначен начальником политотдела, затем заместителем командира 5-го гвардейского Донского казачьего кавалерийского корпуса по политчасти. В декабре 1942 года, при введении погон, ему присваивается звание полковника.
Встретил Победу в Австрии, в городе Фишбах. В его личном деле накопилось за войну четыре представления к званию генерала, что свидетельствует о высокой оценке его военной квалификации. У него была перспектива служебного роста, но из-за ранения и контузии он выбрал должность замполита 1-го Ставропольского военного конного завода.
Вскоре после войны конные заводы были реорганизованы и переданы Министерству сельского хозяйства. В 1947 году ушёл в отставку в городе Кисловодске, занимался общественно-политической работой. В 1952—1953 годах работал в отделе кадров Кисловодской филармонии. В феврале 1953 года его избирают депутатом Кисловодского городского совета депутатов трудящихся. До конца жизни был активным членом общества «Знание», выступал с лекциями во многих городах и станицах не только Ставропольского края, но и за его пределами. Много работал над мемуарами, его статьи и очерки печатались во многих газетах, журналах и сборниках.
Ушёл из жизни 1 января 1978 года, похоронен в Кисловодске.

## Награды
- Орден Ленина (21.02.1945);
- Четыре ордена Красного Знамени (22.02.1938, 2.04.1943[4], 13.5.1943[5], 3.11.1944);
- Орден Богдана Хмельницкого II степени (13.09.1944[6]);
- Орден Отечественной войны I степени (23.02.1944[7]);
- Орден Отечественной войны II степени (19.04.1945[8]);
- Орден Красной Звезды (21.07.1942[9]);
- 12 медалей;
- Звание «Почётный гражданин хутора Рябовский».

## Семейное положение
- Жена — Клавдия Андриановна Привалова (в девичестве — Прокофьева), с 1925 года.

## Из отзывов
- К. М. Симонов: «Я и поныне с благодарностью вспоминаю замполита корпуса Никифора Ивановича Привалова, с которым мы немало поездили и на его „эмочке“, и на броневичке и по тылам, и на передовую. Многими из запомнившихся мне встреч я был обязан именно этому душевному человеку, не щеголявшему, как это иногда случается, памятью на имена, показным, картинным знанием людей, а как настоящий комиссар знавшему их доподлинно и повседневно».[10]
- А. Д. Знаменский: «Как личность Никифор Иванович, конечно, вызывал глубокие симпатии, как образец казачьего офицера, образованного и воспитанного на традициях военной „элиты“: лёгок, эрудирован, воспитан по-казачьи добродушно».
- А. В. Калинин: «Для меня, бывшего военного корреспондента, встреча с Никифором Ивановичем Приваловым в пятом Донском кавалерийском корпусе в годы войны и дальнейшая дружба с ним — одно из самых ярких впечатлений всей моей жизни. Удивительно чистый, мужественный, скромный и несгибаемый человек».

## Интересные факты
- Согласно «Справке по высшему командно-политическому составу 6-й и 12-й армий Южного фронта в период боев в окружении в районе села Подвысокое, урочища Зеленая Брама, Копенковатое с 3 по 10 августа 1941 года»[неавторитетный источник] (данные взяты из архива В. И. Афанасенко, город Ростов-на-Дону) Привалов Никифор Иванович, бригадный комиссар, военком 240-й моторизованной дивизии, был убит при прорыве из окружения.
- Известный писатель Анатолий Вениаминович Калинин дорожил многолетней дружбой с Н. И. Приваловым и увековечил память о нём в романе «Цыган». В романе Привалов приезжает на конезавод, директором которого был бывший командир одного из полков 5-го Донского корпуса генерал Михаил Фёдорович Стрепетов и где некоторое время работал Будулай, на встречу ветеранов корпуса.